# 科尔内留·罗贝
科尔内留·罗贝（羅馬尼亞語：Corneliu Robe，1908年5月23日—1969年1月4日），罗马尼亚男子足球运动员，司职中场。他曾代表罗马尼亚国家队参加1930年国际足联世界杯，结果队伍止步小组赛阶段。